# Notebook

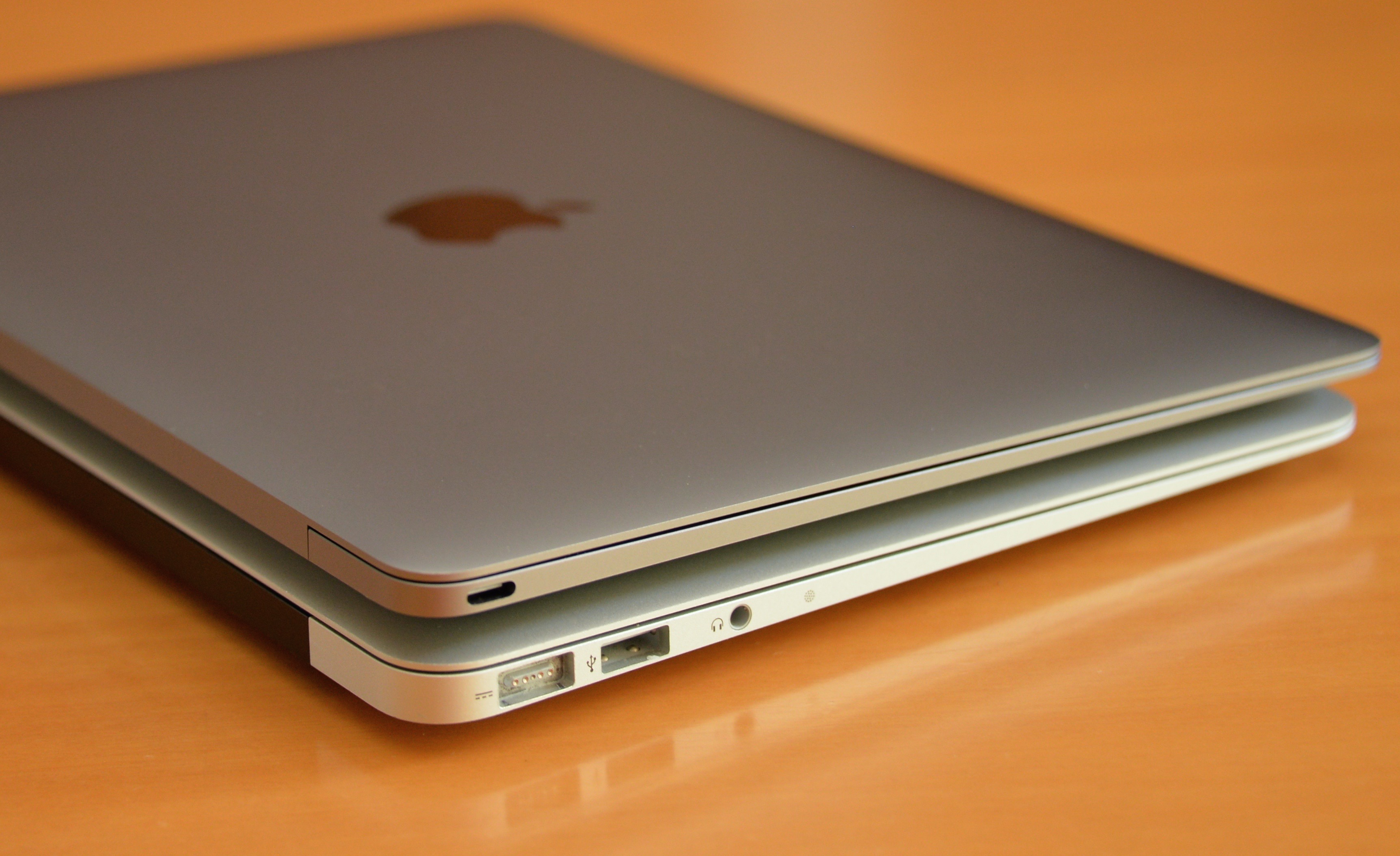
Notebooky Apple (označované jako Macbooky)

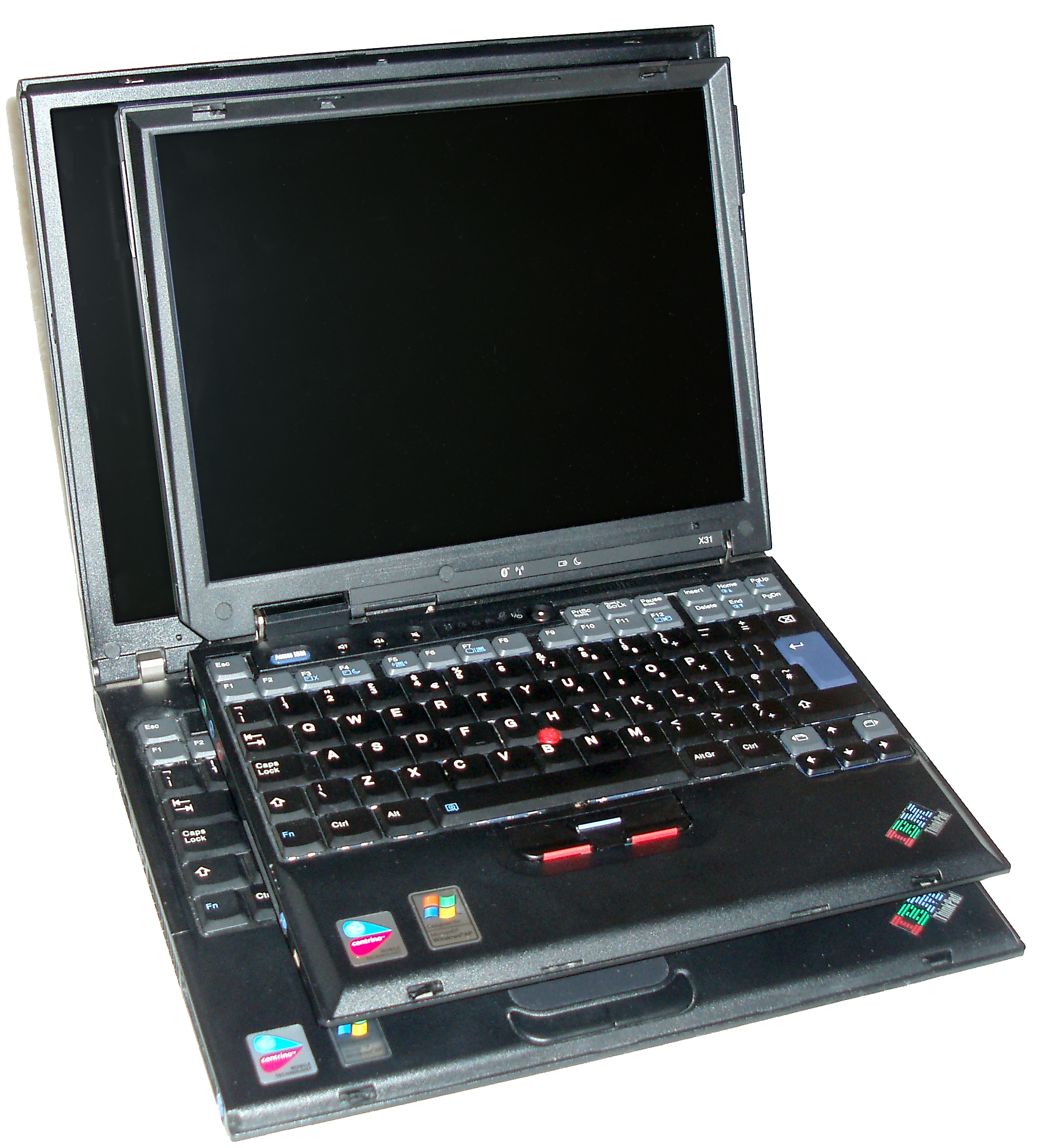
Subnotebook IBM ThinkPad X31 a klasický notebook Thinkpad T43

Notebook [čti noutbuk] (angl. pův. poznámkový blok, někdy také laptop, angl. na klíně (počítač, s kterým lze pracovat na klíně)) je označení pro přenosný počítač. Notebooky používáme na stejné úlohy jako stolní počítače (desktopy). Notebooky mají zabudované komponenty, které poskytují srovnatelné funkce jako komponenty stolních počítačů; komponenty notebooků a desktopů však nejsou zaměnitelné.
Notebook používá vlastní typy vnitřních portů, vnější porty jsou stejné jako u stolních počítačů. Komponenty v noteboocích jsou miniaturizované a optimalizované z hlediska příkonu, fyzických rozměrů a hmotnosti. Notebooky používají k zobrazování zabudovaný LCD displej, jako optickou mechaniku používají tenkou (slim) DVD mechaniku (nebo jí vůbec nejsou vybaveny), standardem pro paměť RAM je SO-DIMM modul, procesor je ve verzi „mobile“ s optimalizovanou spotřebou a variabilní pracovní frekvencí, klávesnice je nízkozdvihová, jako vstupní zařízení se většinou používá touchpad. Myš a externí klávesnici je možné připojit přes USB port. V současnosti není cenový rozdíl mezi stolním a přenosným počítačem tak velký, a tím výrazně stoupá i zájem o notebooky. V České republice se poprvé prodalo více notebooků než desktopů v roce 2007 , celosvětově pak ve třetím čtvrtletí roku 2008. I nadále ovšem platí, že u notebooků je vyšší cena za menší výpočetní výkon.

## Charakteristika

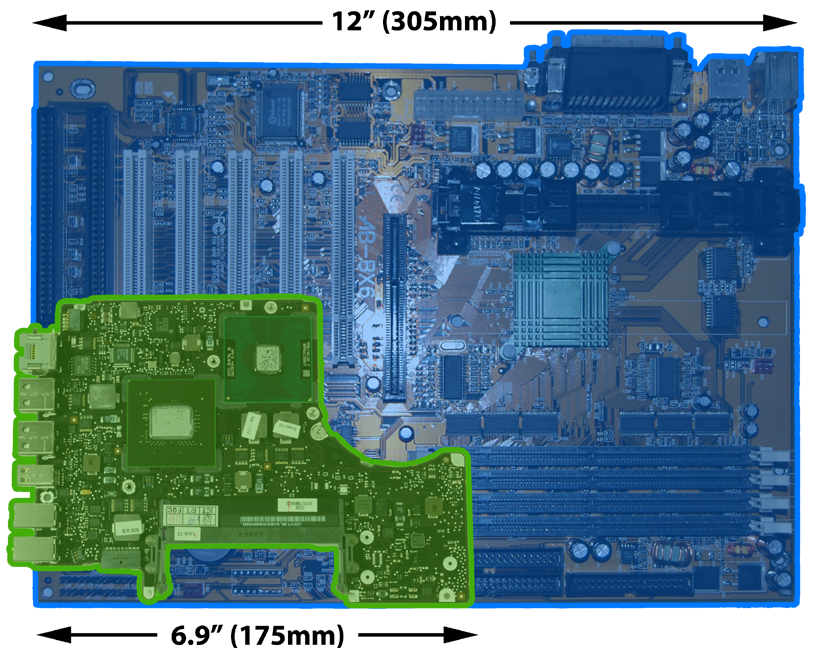
Miniaturizace součástí notebooků v praxi – porovnání velikosti standardní desktopové základní desky ATX (modrá) a notebookové použité v MacBooku (zeleně)

- Klasický notebook má displej o úhlopříčce 13–17 palců, váhu okolo 2 kg a má zabudovaný zdroj energie – akumulátor. Notebook se 17palcovým displejem je označovaný jako „velký notebook“, tento notebook je na hranici vhodnosti rozměrů a hmotnosti použitelných pro přenášení.
- Notebook s obrazovkou menší než 12" a váhou okolo 1 kg se nazývá netbook či  subnotebook. Je vhodnější variantou na časté přenášení. Ještě více odlehčená varianta se nazývá netbook. Nejnovější tenké a lehké notebooky mohou používat název Ultrabook.
- Notebooky bez klávesnice a s dotykovým displejem většinou nazýváme tablet. Někdy jsou kombinované klasické notebooky s dotykovým displejem, u nichž se dá displej otočit tak, že tvoří vrchní kryt notebooku a je možné na něj psát rukou pomocí stylusu.
- Notebooky s displejem větším než 17" nazýváme deskbook. Do této kategorie patří velké notebooky, které jsou určené jen k práci v kanceláři. K pravidelnému přenášení nejsou vhodné. Díky kvalitnímu hardwaru a velkému displeji je využívají hlavně grafici a architekti na prezentace. Standardním displejem je 20".

Historické označení:
- Laptop je starší označení pro obdobu notebooku (název vychází z možnosti použití na kolenou – laptop = počítač na klín). Změna označení tak vyjadřovala zmenšení velikosti a tloušťky (notebook = zápisník, kniha). Existuje také názor, že rozdíl mezi notebookem a laptopem je v tom, že laptop neměl výklopnou celou horní část a kloub byl umístěn několik centimetrů před zadní stěnou laptopu (tuto zadní část zabíral obvykle integrovaný zdroj a baterie), kdežto notebook má kloub umístěný na zadní hraně a víko má rozměry prakticky totožné se spodní částí těla přístroje (což souvisí se zvětšením plochy displeje).

## Napájení
Notebook je napájen z hlavního akumulátoru nebo z externího měniče napětí (elektrického adaptéru), který dobíjí akumulátor a zároveň napájí i samotný počítač. Měnič je obvykle připojen do síťové zásuvky, existují ale i měniče pro připojení do automobilu. Hlavním akumulátorem je míněn silný zdroj elektrické energie, který dokáže udržet počítač v chodu i bez napájení z elektrické sítě po dobu v řádech desítek minut až hodin. Někdy je možné vyměnit modul (např. DVD mechaniku) za další akumulátor. Používá se obvykle akumulátor typu Li-ion, ve starších typech NiMH nebo NiCd. Životnost akumulátoru je 3–5 let, cena akumulátoru tvoří 20–30 % ceny notebooku. Kromě něj mají notebooky (i větší osobní počítače) malou 3voltovou baterii, která napájí interní hodiny reálného času (RTC) a uchovává nastavení BIOSu v paměti CMOS.

## Součásti
Části notebooku jsou menší, lehčí a mají nižší příkon (a výkon) než odpovídající části osobních počítačů.

### Displej
Většina moderních notebooků používá displej s aktivní maticí. Novější notebooky mají širokoúhlý IPS displej. Někdy se používá dotyková obrazovka.

### Grafický čip
Grafický čip (zkráceně GPU) je buď integrovaný, nebo na samostatné grafické kartě. Někdy se obecně pojmenovává jako mobilní grafická karta.
Standardní obrazové výstupy GPU pro připojení externího monitoru jsou dnes HDMI, DVI, VGA a DisplayPort, dříve také kompozitní video nebo S-Video. Díky tomu není problém připojit obrazový výstup na většinu monitorů nebo televizorů.
Integrovaný grafický čip má název iGPU. Dříve byl integrován v severním můstku, dnes u obou hlavních společností AMD a Intel kvůli zvyšování integrace čipů a snaze o vytvoření SoC řešení (vše v jednom čipu) je iGPU integrován s CPU. iGPU může mít vlastní grafickou paměť, ale standardně sdílí s CPU operační paměť (RAM); velikost lze buď nastavit v BIOSu, nebo je nastavena automaticky. iGPU je někdy nazýváno jako integrovaná grafická karta i přes absenci alespoň vlastní grafické paměti.
GPU na samostatné grafické kartě je někdy pojmenováno jako dedikovaná grafická karta, aby se odlišilo od iGPU. Dnes se standardně umisťuje do slotu v modulu MXM (Mobile PCI Express Module), který se připojuje na sběrnici Mobile PCI-Express. U nejlevnějších řešení se z důvodu snížení nákladů pájí přímo na základní desku. To znemožňuje výměnu grafické karty za lepší. Ačkoli je označení grafických karet skoro stejné jako u stolních grafických karet, např.: GTX 560 vs. GTX 560M nebo HD 6870 vs. HD 6870M, tyto karty nemají stejný grafický výkon. Ten se mnohdy liší velmi značně už jenom kvůli velkému rozdílu v počtu výpočetních jednotek, u prvně jmenované dvojice to je 384 vs. 192 shaderových jednotek. Jedinou výhodou mobilních grafických karet je většinou nižší spotřeba při stejném výkonu.
Výjimečně měl notebook vyvedenou atypickou sběrnici pro připojení externího boxu s grafickou kartou. Toto řešení se do dneška neuchytilo pro svoji cenu, omezenou propustnost a s tím spojený nízký výkon.

### Procesor
Existuje široké spektrum procesorů pro notebooky dostupných od firem Intel (Pentium M s technologií Centrino, Celeron, Core Duo, Centrino Duo), Atom, Celeron, Pentium, Core i3, i5 a i7; a AMD (Athlon, Turion 64, a Sempron v mobile verzích). V roce 2009 je výkon mobilních CPU mnohdy při všedních pracích (kancelářské dokumenty, web) podobný jako u verze pro desktop. Podstatný rozdíl je ve spotřebě v maximálním odběru. Snižování frekvence a díky tomu i snížení spotřeby je dnes běžné už i u desktopových CPU, ovšem mobilní verze má lepší správu. Naopak pro potřeby vysokého výkonu nejsou notebookové procesory vhodné. Procesor se umisťuje buďto do patice nebo je přímo pájen na základní desku (BGA provedení).

### Zařízení pro ukládání dat
- Optická mechanika: Notebooky bývají vybavené mechanikou DVD (DVD RW DL) s vypalováním. Je však ve verzi slim.
- Disketová mechanika: Dnešní notebooky už nedisponují disketovými jednotkami, je však možné připojit externí přes USB port.
- Pevný disk je obvykle formátu 2.5", standardizovaný s výškou 9 mm. Používají se (podobně jako ve stolním PC) HDD typu SATA, nebo IDE. Disk je optimalizovaný pro spotřebu, kapacity jsou nižší nebo srovnatelné jako u stolních PC. Notebook je často vybavený zařízením pro vypínání disku, pokud se nepoužívá, a obvody pro ochranu disku před nárazem (snímá rychlý pohyb notebooku – předpoklad pádu – a ihned přeruší práci a umístí hlavu disku do ochranné polohy).
  - SSD disk – moderní způsob úložiště, které postupně nahrazuje klasické pevné disky. Vyniká svou rychlostí, ale oproti pevným diskům má mnohem vyšší cenu za 1 GB paměti.

### Paměti
Paměti jsou stejného typu a frekvencí jako ve stolních PC – SDRAM, DDR, DDR2, DDR3, ale v podobě SO-DIMM. Notebook má obvykle dva sloty pro paměti.

### Vstupní zařízení
Klávesnice je typu slim, nízkozdvihová. Je možné připojit i externí klávesnici přes USB.
Jako polohovací zařízení se většinou používá touchpad (ve starších modelech trackball, resp. trackpoint), případně je použita dotyková obrazovka. Pomocí portu USB je možné připojit externí polohovací zařízení (myš, tablet atd.)

### Vstupně-výstupní zařízení

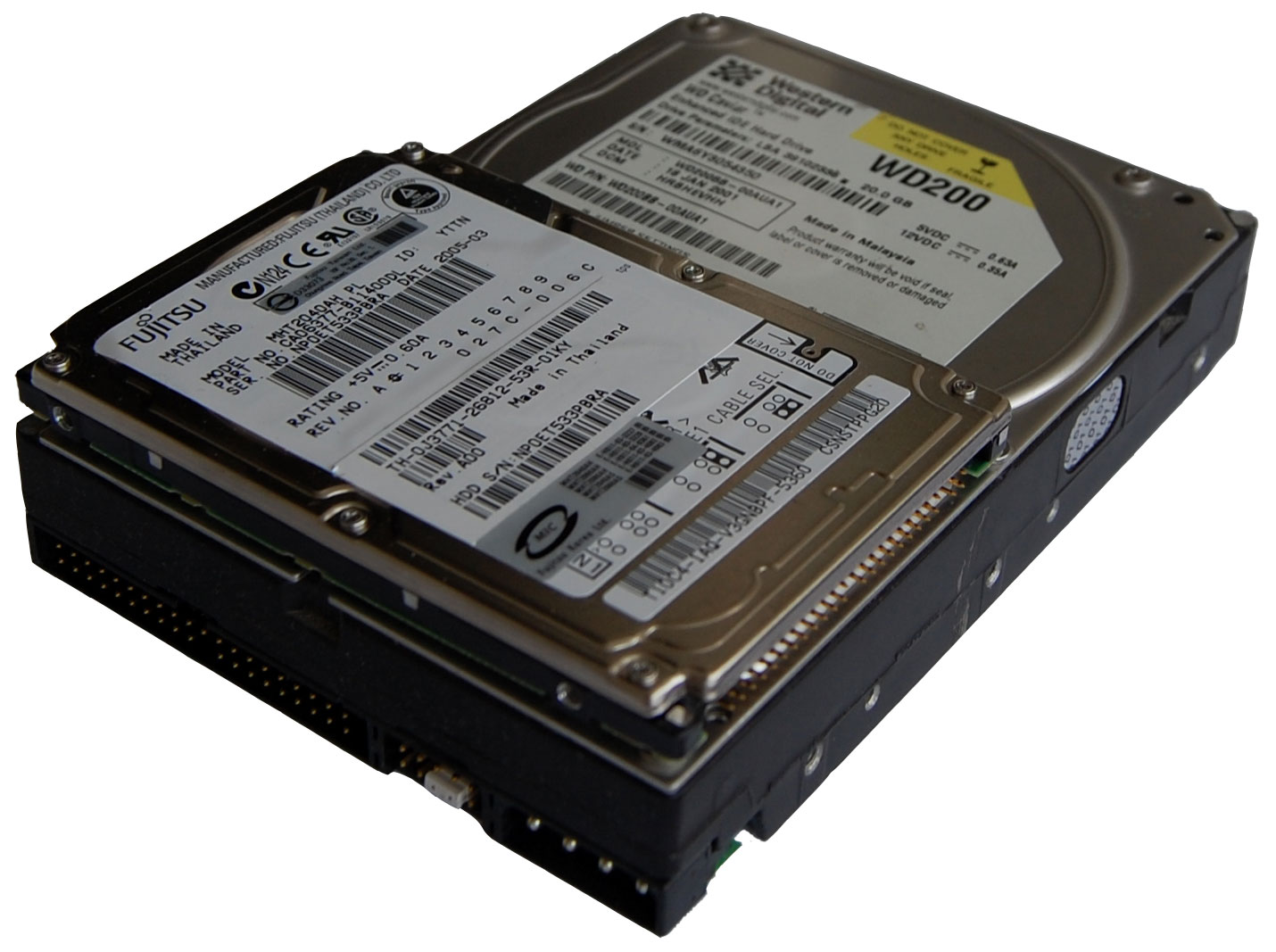
Porovnání velikosti desktopového (3,5") a notebookového (2,5") pevného disku

Zvuková karta je integrovaná, notebooky mívají zabudované stereo reproduktory a integrovaný mikrofon. Některé notebooky mají zabudovaný hudební systém s rozložením reproduktorů 5.1. Notebook má výstup pro sluchátka, vstup pro externí mikrofon a line-in.
Notebooky bývají vybavené několika USB porty (2–8). Dnes již málo používané starší porty (LPT, COM, PS/2, gameport apod.) se většinou pro úsporu místa vynechávají. Běžný je ethernetový port, někdy je použit i port FireWire nebo Thunderbolt. Také mívají port HDMI pro připojení kamery, plazmové či LCD televize atd. nebo eSATA pro připojení externích pevných disků či flash disků, přičemž přenos tímto rozhraním dosahuje několikanásobně vyšší rychlosti než USB.
Notebooky bývají vybavené slotem na ExpressCard nebo starší PCMCIA pro rozšiřovací moduly jako modem, síťová karta, DV karta, SCSI, Wi-Fi atd.)
K běžné výbavě notebooků dnes patří bezdrátové připojení typu Wi-Fi a Bluetooth. Infračervené připojení (IrDA) má již jen málokterý model. Je však možné připojit modul IrDA přes USB.

## Výkon
Výkon notebooků je nižší než výkon stolních počítačů se stejnou cenou. Stolní počítače překonávají notebooky, protože nové technologie (grafické karty, velké pevné disky atd.) spotřebovávají víc energie, se kterou se v notebooku šetří. Přenos nových technologií do notebooků trvá nějaký čas kvůli miniaturizaci i snižování příkonu. Zatímco výkon stolních počítačů překonává výkon notebooků, v oblasti středního proudu a kancelářských aplikací poskytují dostatečný výkon oba typy systémů. Tento stále existující rozdíl ve výkonu se bude zmenšovat.

### Zvyšování výkonu (upgrade)
Zvyšování výkonu je silně omezené – obvykle je možné rozšířit RAM (přidáním dalšího modulu nebo výměnou starého) a vyměnit pevný disk. Výjimečně je u některých modelů možné upgradovat grafickou kartu (MXM, Axiom) a procesor, pokud není naletován na základní desku. Přesto je takové vylepšování mnohdy sporné kvůli ceně CPU. Během životnosti notebooku se navíc vystřídá více generací patic procesorů a v době zamýšlené výměny se už daný typ CPU nemusí vyrábět. Hodně notebooků obsahuje MiniPCI slot, avšak obvykle není určený pro použití konečným uživatelem. Téměř všechny komponenty jsou integrované na speciálně navržené základní desce, aby se ušetřilo místo. Notebooky se obvykle opravují složitě. Náhradní díly na notebooky (např. displej, základní deska) stojí téměř tolik jako celý nový notebook. Doporučuje se proto prodloužit záruku na 3 roky (někteří výrobci to poskytují za poplatek) a po záruce už notebook neopravovat, ale vyměnit. Cenový vývoj (neustálý pokles ceny) tomu dává za pravdu.

## Připojení k síti
Pro notebook používaný v domácím (firemním) prostředí je nejvhodnější připojení do domácí sítě, resp. k internetovému routeru pomocí Wi-Fi (připojení k AP), síťovým kabelem (UTP) nebo Bluetooth připojením. Mimo budovy je možné se připojit na místech pokrytých Wi-Fi signálem s internetovým připojením – hotspot. V některých městech jsou místa s veřejně dostupným připojením (zdarma, určené hlavně pro turisty a návštěvníky města) nebo toto připojení poskytuje většina internetových kaváren. Vysloveně mobilní připojení je možné dosáhnout jen využitím mobilních sítí. Je však zapotřebí mít příslušný modem s předplacenou službou, kterou poskytuje mobilní operátor.

## Prodej
Na konci roku 2010 se podíl notebooků v celkovém prodeji počítačů (v Evropě, Středním východě a Africe) vyšplhal na 70 % a podle odhadů analytiků dále poroste do roku 2014, kdy jej do minoritní pozice pravděpodobně vytlačí tablety a smartphony.

## Výrobci a prodejci
Notebooky jsou prodávány pod značkami světoznámých firem, které je však většinou samy nevyrábí. Přes 80 % notebooků v roce 2008 vyrobily společnosti označované jako Original Design Manufacturer, zabývající se výrobou, nikoliv prodejem. Následující čtyři výrobci sídlící na Tchaj-wanu (seřazení dle podílu na trhu) pak vyrobili přes 80 % notebooků vyrobených ODM:
- Quanta Computer
- Compal Electronics
- Wistron
- Inventec

V prvním čtvrtletí roku 2008 bylo 85 % notebooků prodáno pod těmito značkami (v abecedním pořadí):
- Acer
- Apple
- Asus
- Dell
- Fujitsu Siemens Computers
- Hewlett Packard
- Lenovo
- Sony
- Toshiba

Další značky:
- Benq
- MSI
- Panasonic
- UMAX
- Packard Bell
- Fujitsu